# Шонітаун (Іллінойс)
Шонітаун (англ. Shawneetown) — місто (англ. city) в США, в окрузі Ґаллатін штату Іллінойс. Населення — 1054 особи (2020).

## Географія
Шонітаун розташований за координатами 37°43′1″ пн. ш. 88°11′11″ зх. д. / 37.71694° пн. ш. 88.18639° зх. д. (37.716871, -88.186350).  За даними Бюро перепису населення США в 2010 році місто мало площу 1,77 км², з яких 1,75 км² — суходіл та 0,02 км² — водойми.

## Демографія
Згідно з переписом 2010 року, у місті мешкало 1239 осіб у 529 домогосподарствах у складі 324 родин. Густота населення становила 700 осіб/км².  Було 597 помешкань (337/км²).
Расовий склад населення:
| - 96,4 % — білих - 0,2 % — корінних американців - 0,2 % — чорних або афроамериканців - 0,1 % — азіатів |

До двох чи більше рас належало 2,7 %. Частка іспаномовних становила 2,5 % від усіх жителів.
За віковим діапазоном населення розподілялося таким чином: 23,3 % — особи молодші 18 років, 57,9 % — особи у віці 18—64 років, 18,8 % — особи у віці 65 років та старші. Медіана віку мешканця становила 41,2 року. На 100 осіб жіночої статі у місті припадало 88,9 чоловіків;  на 100 жінок у віці від 18 років та старших — 87,7 чоловіків також старших 18 років.
Середній дохід на одне домашнє господарство  становив 43 611 долар США (медіана — 29 318), а середній дохід на одну сім'ю — 51 531 долар (медіана — 42 361). Медіана доходів становила 38 385 доларів для чоловіків та 19 141 долар для жінок. За межею бідності перебувало 21,8 % осіб, у тому числі 37,1 % дітей у віці до 18 років та 5,7 % осіб у віці 65 років та старших.
Цивільне працевлаштоване населення становило 515 осіб. Основні галузі зайнятості: освіта, охорона здоров'я та соціальна допомога — 29,5 %, роздрібна торгівля — 19,8 %, транспорт — 15,3 %.